# Euda d'Uriac
Euda d'Uriac és una òpera en quatre actes amb música d'Amadeu Vives i llibret d'Àngel Guimerà, estrenada al Teatre Novedades de Barcelona el 17 d'octubre de 1900.

## Context
L'any 1895 Àngel Guimerà havia escrit una obra anterior a Euda d'Uriac, amb el títol de Les monges de Sant Aimant, una obra de teatre amb música d'Enric Morera estrenada el 24 d'abril d'aquell any de 1895. Guimerà va escriure altres obres basades en la mateixa història o els mateixos personatges, com ara el poema Euda i Roger, antecessor en el temps de Les monges de Sant Aimant, i el llibret de l'òpera Euda d'Uriac, pel qual va escollir Amadeu Vives com a compositor. Vives vivia aleshores a Madrid, on s'havia instal·lat després de l'èxit de la seva primera òpera, Artús, la venda de la qual li havia proporcionat els ingressos necessaris per traslladar-se a viure a la capital, però havia conservat els lligams amb el món artístic català. Euda d'Uriac escenifica la mateixa història de Les monges de Sant Aimant, amb lleugeres diferències, com ara el final, que en l'obra de 1895 conté la mort dels dos protagonistes, Euda i Roger, mentre que en l'òpera de 1900 només mor Roger.
D'aquesta òpera s'ha de destacar la incorporació d'un paper de travesti, el de Roderic, que és cantat per una jove soprano a l'estrena de 1900.
En principi es va anunciar l'estrena de l'obra a Madrid, al Teatre Reial, i fins i tot la premsa catalana va apuntar l'errada de l'estrena d'una obra tan catalana (en referència als autors) en Madrid abans que en Catalunya. Enrique Mercader indicava a un dels anuncis de la seva possible representació a Madrid: «Potser, al Teatre Reial de Madrid, aquelles notes profundament catalanes no trobaran en el públic oïdes preparades a l'íntima comunió artística». Més tard es va anunciar la seva estrena a Barcelona, inicialment prevista pel 13 d'octubre de 1900, però es va d'ajornar, un fet molt habitual a l'època. Per fi es va estrenar el 17 d'octubre, amb èxit, i segons la crítica la música efectivament havia trobat les seves fonts en la música catalana: «L'Euda d'Uriach és de sabor popular català en les seves pàgines més belles», va dir el cronista de La Vanguardia Marcos Jesús Bertrán.
La Biblioteca de Catalunya conserva una partitura hològrafa de l'obra, dels actes tercer i quart, provinent de la "Col·lecció Arturo Sedó". La Biblioteca Nacional d'Espanya conserva la partitura, amb reducció a piano, de la Cançó de Severí, provinent de la publicació La música ilustrada hispano-americana del 25 d'octubre de 1899.
L'obra es va anunciar amb quatre actes per l'estrena de 1900, però en la reestrena del Liceu de 1934 es va interpretar en tres actes, dividits en sis quadres.

## Personatges
| Paper            | Tessitura    | Intèrprets de l'estrena 17 d'octubre de 1900 (dir: Francesc Pérez-Cabrero) | Intèrprets estrena Liceu 6 de gener de 1934 (dir: Joan Lamote de Grignon) |
| ---------------- | ------------ | -------------------------------------------------------------------------- | ------------------------------------------------------------------------- |
| Euda d'Uriac     | soprano      | Judit D'Altier                                                             | Carme Gombau                                                              |
| Roger de Venafur | tenor        | Luigi Longobardi                                                           | Hipòlit Lázaro                                                            |
| Urilda           | contralt     | Giuseppina Wal-Rosel                                                       | Concepció Callao                                                          |
| Sor Mahalta      | mezzosoprano | Antonia Amat                                                               | Elena Lucci                                                               |
| Roderic          | soprano      | Gallinard                                                                  | Montserrat Viladoms                                                       |
| Tibald           | baríton      | Giacomo Aragó                                                              | Ramon Cortinas                                                            |
| Severí           | tenor        | Antoni Oliver                                                              | Vicenç Gallofré                                                           |
| Renat            | baríton      | Alfredo Serazzi                                                            | Josep Jordà                                                               |
| Ermità           | baix         | Luigi Rossato                                                              | Joaquim Alsina                                                            |
| Abat             | baix         | Eliseo Oliveras                                                            | Joaquim Alsina                                                            |
| Bruixots         |              |                                                                            | Vicenç Gallofré, Josep Jordà, Torras, Conrad Giralt                       |
| Vell             |              |                                                                            | Josep Fernández, Conrad Giralt                                            |

A l'estrena absoluta del Teatre Novedades els decorats van ser obra de Salvador Alarma i Miquel Moragas. A l'estrena del Liceu els decorats va ser obra de Salvador Alarma, l'escenografia d'Enric Giménez i la coreografia de P. Pamias.

## Argument
Lloc: Comtat de Venafur
Època: Començaments del segle xi, durant la Primera Croada.

### Context anterior a l'inici de l'obra[11]
Roger de Venafur, hereu del comtat d'aquest nom, s'enamora perdudament d'Euda, la filla del senyor d'Uriac, i aquest amor li és correspost. El senyor d'Uriac ha promès la mà de la seva filla al senyor d'Argola, a qui Roger ret a duel, matant-li en noble lluita. El pare d'Euda obliga a aquesta a escriure a Roger dient-li que no li ha estimat mai. Quan rep la carta, Roger es trasbalsa de tal manera que es torna cruel i sanguinari, entrant als seus dominis a sang i foc, de manera que el Comte de Venafur, molt amant dels seus vassalls, li maleeix i fa fora del castell.
Una donzella dels dominis de Venafur s'havia enamorat de Roger, i en ser rebutjada per Roger mor de dolor. La mare de la donzella, Urilda, jura venjar la filla i dona el seu esperit al diable, ingressant en un aquelarre de bruixes; se la veu sempre rondant el castell de Venafur tot esperant la tornada de Roger.
El Comte de Venafur ha mort. Els seus vassalls celebren la festa del poble de Sant Grau amb balls i gatzara, ara que han quedat sense senyor. I és durant aquestes festes quan comença l'obra.

### Obra[11][7]
Plaça de Sant Grau de Venafur. Al lluny es veu el castell del senyor de Venafur. Alguns del poble canten i ballen, quan entra Severí, el majordom del castell, i els retreu la manca de respecte vers el comte que fa només un mes que és mort. Acaben les celebracions, donant la raó a Severí els que feien festes, just quan entra a escena Pere l'Ermità, animant als homes perquè l'acompanyin a les Croades a Jerusalem, per reconquerir la ciutat i el sepulcre de Jesucrist. Marxen gairebé tots a acomiadar l'Ermità, i queden sols a escena Severí i dos vells. Severí es plany de què el castell, en morir el comte, hagi caigut en mans dels servents, en absència de Roger de Venafur, de qui no se sap on es pot trobar.
Torna la gent del poble, i amb ells els monjos, per celebrar la Diada de Sant Grau. Severí marxa, trist per aquesta celebració que no ha pogut evitar, i que es desenvolupa al mig d'una tempesta. Després d'un gran tro, se sent la veu d'Urilda. Les dones s'espanten. Cau un nou tro, i tothom fug espaordit. Final del quadre.
Sala al castell de Venafur. Roger, sol a la cambra, sent la botzina del castell, i lluny la resposta d'una altra botzina, la dels extraviats. Ell s'atansa a la tomba del seu pare, agafa l'espasa del comte, i li demana protecció al pare mort, sortint d'escena davallant per les escales dels sepulcres. Entren, seguits de servidors, Euda i el seu germà Tibald d'Uriac, amb Renat i Severí, qui guia a tots cap al castell. Tibald explica que es dirigien cap al convent, on Euda vol tancar-se creient mort a Roger, de qui està perdudament enamorada. Euda s'adona que es troben al castell dels Venafur, i Tibald li confirma que Roger és mort. En aquest moment es veu la claror de la torxa de Roger, que puja de nou les escales. Tibald obliga a cobrir-se el rostre a Euda, i entra amb ella a una cambra lateral. Entra Roger, qui ha sentit la veu d'Euda -sense reconèixer-la- i Tibald, sortint de la cambra, el barra el pas. Roger rep cordialment a quins han arribat en tal hora al castell, els quals li expliquen cap on van. Roger els vol obsequiar amb begudes, i en el brindis les paraules de Renat el fan sospitar que la donzella de la cambra podria ser l'Euda. A dins la cambra se sent la veu d'ella, la qual crida a Roger, i obre la porta de la cambra. Els enamorats s'abracen, i Tibald insulta a Roger i tots dos comencen un duel, durant el qual Renat clava traïdorament un punyal a Roger, qui cau mort. El mateix Tibald, trobant traïdora l'acció de Renat, l'escridassa: «Miserable!».
Algun lloc feréstec a prop del castell, on es veuen roques i una cova. Entra a escena Urilda, amb el cadàver de Roger. S'adreça als bruixots i els demana que tornin Roger a la vida, a canvi de la seva ànima. Aconsegueix convèncer els bruixots, i mentre tots ballen al voltant del cadàver, Urilde vessa una aigua meravellosa sobre el cos del jove, qui de mica en mica va recobrant la vida. En despertar-se, Roger cerca l'Euda, i Urilda li explica que tan bon punt espunti el nou dia ella farà els seus vots de monja a Sant Aimant. Ell jura que fins i tot professa ningú podrà separar-li d'ella, i Urilda promet ajudar Roger a aconseguir l'Euda, a canvi de l'ànima de Roger. Ell ho accepta, només vol recuperar l'Euda.
Locutori al Convent de Sant Aimant. Asseguda a una cadira es troba Sor Mahalta, i a terra Euda, amb el cap a la falda de Sor Mahalda, explicant-li els seus amors vers Roger. La monja li aconsella que renunciï als sentiments humans per refugiar-se en l'amor a Déu.
Temple romànic de Sant Aimant. Just després de jurar Euda la seva consagració a Déu, se sent la veu de Roger. Entre trons i un temps esfereïdor, Roger arriba a cavall al convent. Els ulls de l'animal treuen foc, i tothom fug esglaiat. Tot s'ensorra mentre Roger, amb Euda als seus braços, marxa per on ha arribat.
Lloc muntanyenc, és ple dia. Roderic, un pastor, entra amb un cabrit al coll tot cantant-li. Arriba Severí, i li pregunta pel camí cap al coll d'Urdala. El pastor li diu cap on ha d'anar, i Severí talla aleshores un arbre per tal de fer una creu, un senyal de bon camí per les tropes de l'Ermità. Marxen ambdós d'escena, i entren Roger i Euda. Després de cantar-se paraules d'amor, Roger explica a Euda com ha tornat a la vida, i ella vol fugir esfereïda, perseguint-la Roger. Entren l'Ermità i els monjos, i Euda s'abraça a les cames de l'Ermità demanant-li auxili, mentre Roger pretén suïcidar-se en conèixer que perd novament a Euda. Pere l'Ermità els anima a salvar-se junts i els amants accepten. Amb els rostres tapats, fan pública confessió de les seves culpes davant els croats. L'Ermità els promet el perdó, però els croats no es mostren disposats a perdonar a Roger, el qual acaba renunciant a Euda per tal de tornar a Déu. Just quan acaba de pronunciar les paraules que el deslliuren de la promesa a Urilda, i per causa del malefici d'ella, cau mort Roger. Euda sobre el seu cos plora desesperadament. L'Ermità diu aleshores: «Déu no ha volgut que s'unissin a la terra per unir-los al cel. Glòria a Déu pels segles dels segles». El poble canta la Glòria de Déu, i es posen en marxa cap a la Santa Croada. Resten sols a escena l'Ermità, Euda i el cos inerme de Roger. Teló lent.